# آبتنی بچه‌ها در آبگیر ماراکایبو

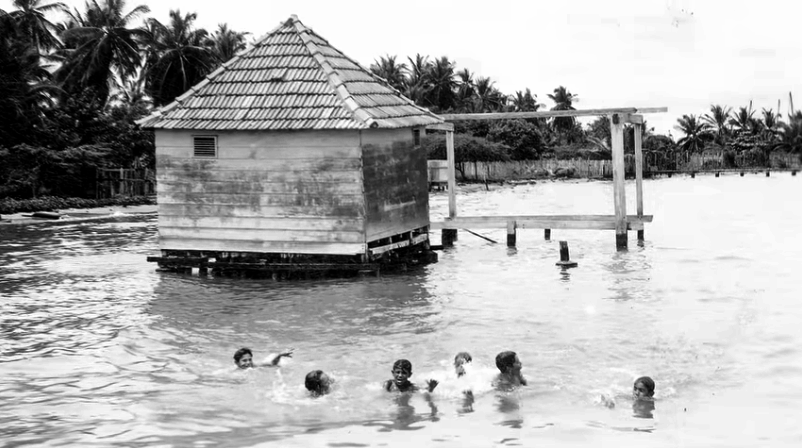
صحنه ای از فیلم آبتنی بچه‌ها در آبگیر ماراکایبو

آبتنی بچه‌ها در آبگیر ماراکایبو (به انگلیسی: Muchachos bañándose en la laguna de Maracaibo) فیلمی ونزوئلایی با ژانر مستند به کارگردانی فردی نامشخص است. (احتمالاً" گابریل ویر و مانوئل دوران) که در سال ۱۸۹۷ منتشر شد.